# Jacob Larsen
Jacob Larsen, född 13 juni 1988 i Søllerød, är en dansk roddare.
Larsen blev olympisk silvermedaljör i lättvikts-fyra utan styrman vid sommarspelen 2016 i Rio de Janeiro.